# Gastroenterology
Gastroenterology (рус. Гастроэнтерология) — официальный журнал Института Американской гастроэнтерологической ассоциации (AGA).
Первый номер журнала Gastroenterology вышел в 1943 году. В настоящее время издается Saunders (издательский дом Elsevier).
Gastroenterology входит в «список 100 самых влиятельных журналов биологии и медицины за последние 100 лет»
и согласно Journal Citation Reports 2009 года, опубликованного Thomson Reuters, занимает первое место из 55 журналов в области гастроэнтерологии и гепатологии и имеет импакт-фактор 12,561.
Тематика Gastroenterology — заболевания пищеварительной системы человека. Являясь официальным изданием Института AGA, Gastroenterology содержит материалы, отражающие актуальное состояние гастроэнтерологии и охватывает вопросы как фундаментальных наук, изучающих процессы пищеварения и болезни органов пищеварения, так и клинической гастроэнтерологии. Оригинальное исследования представлены в четырех основных разделах журнала:
- клиническая медицина желудочно-кишечного тракта
- клиническая медицина печени, поджелудочной железы и желчевыводящих путей
- фундаментальная медицина желудочно-кишечного тракта
- фундаментальная  медицина печени, поджелудочной железы и желчевыводящих путей.[3]

Частично статьи из Gastroenterology публикуются в переводе на русский язык в журнале Клиническая гастроэнтерология и гепатология.